# László Rajcsányi
László Rajcsányi (Budapest, 16 febbraio 1907 – Budapest, 5 settembre 1992) è stato uno schermidore ungherese, vincitore di tre medaglie d'oro nella scherma ai giochi olimpici.